# دوري سان مارينو 1993–94
دوري سان مارينو 1993–94 (بالإيطالية: Campionato Dilettanti 1993-1994)‏ هو الموسم 9 من  دوري سان مارينو. أشرف على تنظيمه اتحاد سان مارينو لكرة القدم، وكان عدد الأندية المشاركة فيه  10، وفاز فيه تري فيوري.